# ویلیام نولز
ویلیام استندیش نولز (به انگلیسی: William Standish Knowles) (زاده ۱ ژوئن ۱۹۱۷ – درگذشته ۱۳ ژوئن ۲۰۱۲)، شیمی‌دان آمریکایی است که در سال ۲۰۰۱ یکی از سه نفری بود که جایزه نوبل شیمی را دریافت کرد.

## تحصیلات
او کارشناسی ارشد خود را در دانشگاه هاروارد و دکترا در دانشگاه کلمبیا گذراند. وی ساکن ایالت میزوری بود.